# Oude Holleweg
De Oude Holleweg is een holle weg in Gelderland tussen Beek en Berg en Dal in de gemeente Berg en Dal. De weg loopt van de voet van de Nijmeegse stuwwal vrijwel recht de heuvel op. Bovenaan is een uitzichtpunt met zicht op de Ooijpolder en het kerkje van Persingen. Bij helder weer kunnen ook de kerken van Huissen en Arnhem-Geitenkamp gezien worden. De Oude Holleweg is eenrichtingsverkeer heuvelop.

## Wielersport
De beklimming van de Oude Holleweg (soms ook 'Oude Holle' of Hanenberg genoemd) is een bekend fenomeen bij veel amateur- en profwielrenners. De klim wordt vaak als de zwaarste klim van Nederland buiten Zuid-Limburg beschouwd en is in veel lokale toertochten opgenomen, soms ook als klimtijdrit.

## Varianten
Het begin van de Oude Holleweg valt samen met de Nieuwe Holleweg, de straat Oude Holleweg begint dus pas wanneer de wegen splitsen. Het einde van de Nieuwe Holleweg kan op zijn beurt weer bereikt worden door in het begin de Van Randwijckweg of Van der Veurweg te nemen. Ook dient de Oude Holleweg niet verward te worden met de Ubbergse Holleweg die zo'n twee kilometer westelijker vanuit het dorp Ubbergen dezelfde stuwwal omhoog naar Nijmegen loopt.

## Fotogalerij

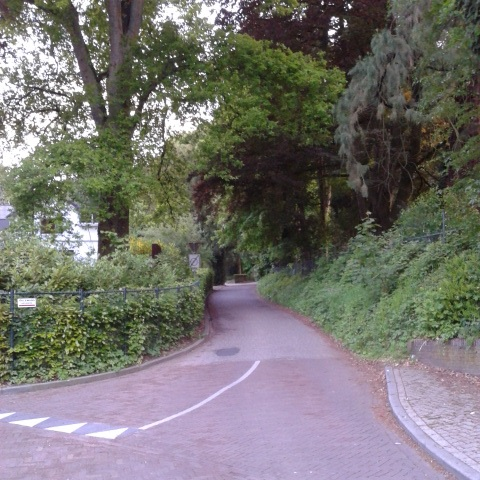
Start van de weg bij de splitsing van de Nieuwe Holleweg
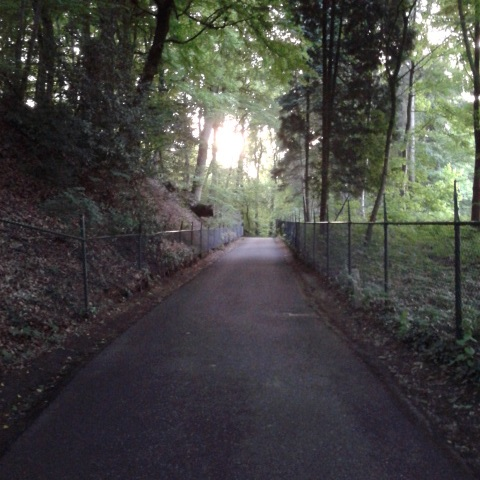
Onderstuk
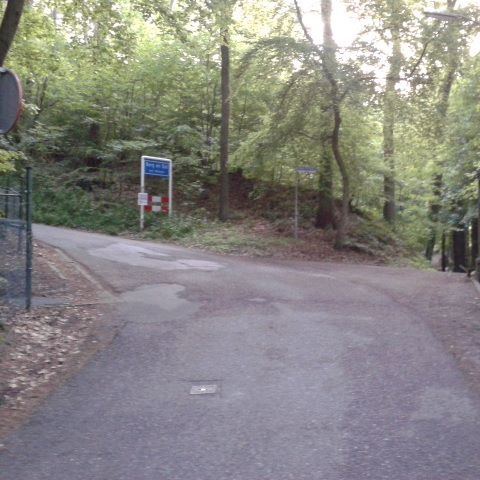
Bocht naar links, rechtdoor loopt een wandelpad
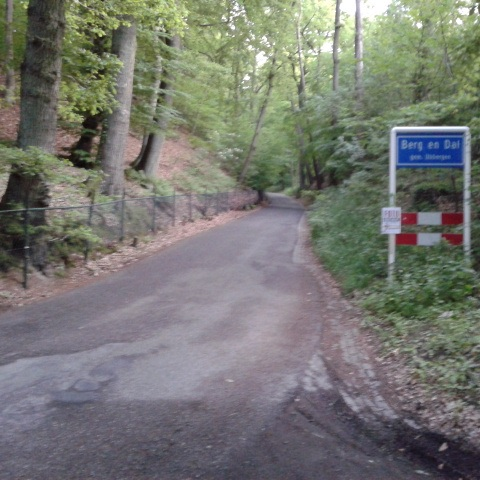
Na de bocht naar links begint het bovenstuk
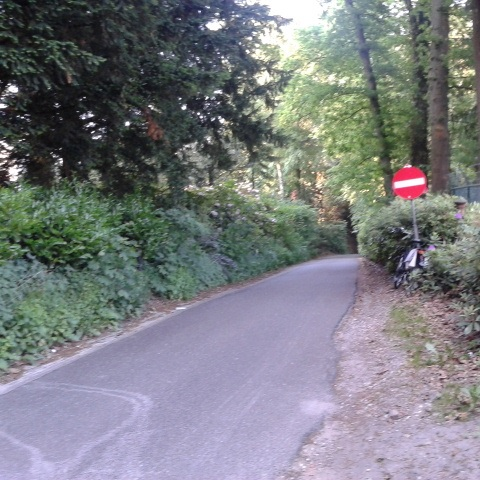
Bijna bovenaan (omlaag gekeken)